# Список претендентов на 84-ю премию «Оскар» за лучший фильм на иностранном языке

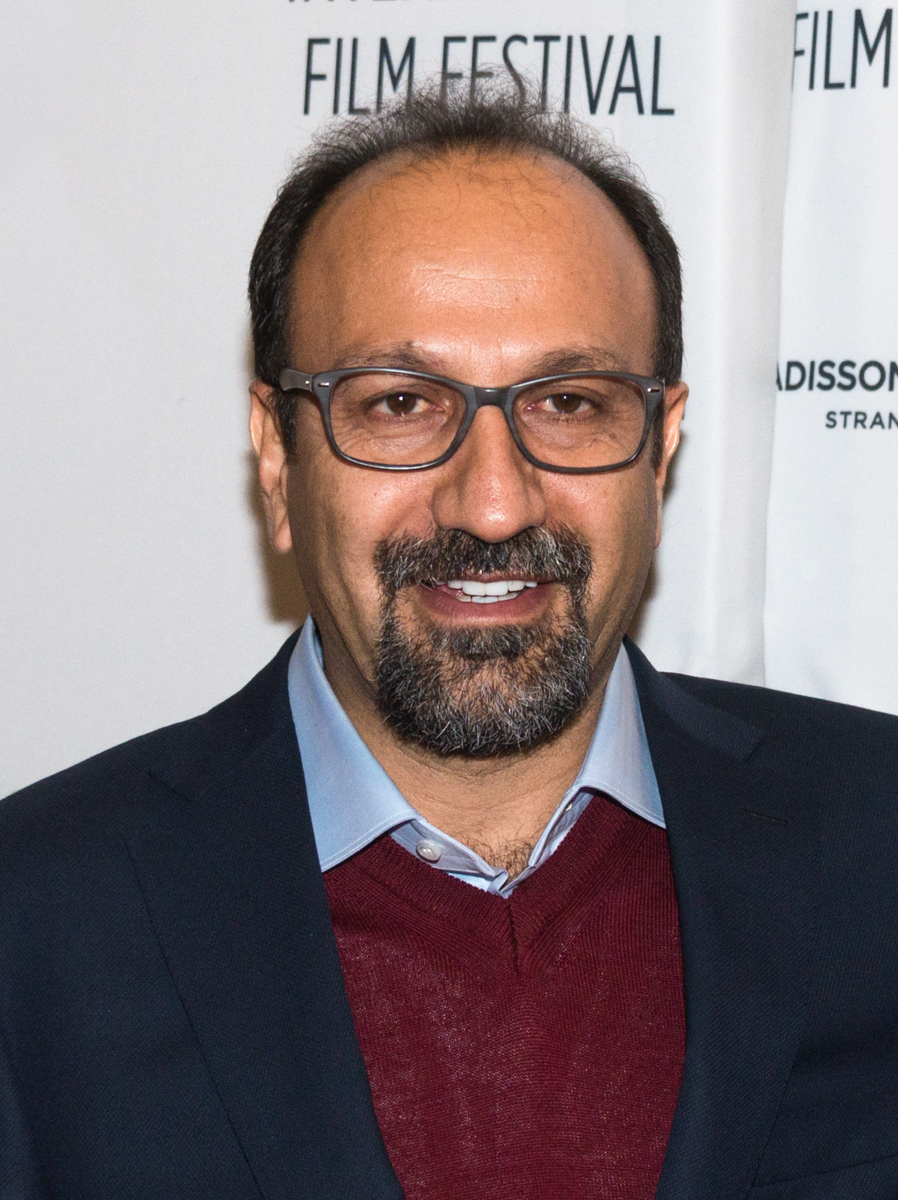
Премию «Оскар» за лучший фильм на иностранном языке получил фильм «Развод Надера и Симин» иранского режиссёра Асгара Фархади

Данная статья представляет собой список фильмов, выдвинутых на 84-ю премию «Оскар» за лучший фильм на иностранном языке. С момента создания категории в 1956 году Академия кинематографических искусств и наук ежегодно приглашает киноиндустрии разных стран для выдвижения их лучших фильмов на премию «Оскар». Награда ежегодно вручается Американской академией киноискусств фильмам, производимым за пределами США. Оскаровский комитет наблюдает за процессом и рассматривает все выдвинутые фильмы.

## Критерии
Фильм, отобранный для категории «Лучший фильм на иностранном языке», должен соответствовать следующим критериям:
1. Продолжительность фильма — более 40 минут;
2. Фильм должен быть снят за пределами США;
3. Более 50 % диалогов должно быть исполнено на любом языке, кроме английского;
4. Фильм должен быть выпущен в период с 1 января по 30 ноября предыдущего года;
5. Фильм должен публично демонстрироваться не менее 7 дней подряд в кинотеатре;
6. Фильм должен быть представлен на плёнке шириной 35 мм или 70 мм или же в формате цифрового кино с прогрессивной развёрткой 24 или 48 кадров с минимальным разрешением проектора 2048 x 1080 пикселей;
7. Фильм не обязательно должен был быть выпущен в США.

Каждая страна может отправить только один фильм. Фильмы, которые демонстрируются публичным образом вне в кинотеатре, не имеют право на участие в отборе в данной категории.

## Выдвинутые фильмы
Выдвинутые фильмы по условиям премии должны были выйти в кинопрокат в первую очередь в своих странах в период с 1 октября 2010 по 30 сентября 2011 года. Срок подачи заявок закончился 3 октября 2011 года.
13 октября академия кинематографических искусств и наук объявила, что 63 страны были допущены к участию на премии «Оскар» за лучший фильм на иностранном языке. Впервые в данной номинации был предложен фильм от Новой Зеландии.
18 января 2012 был обнародован шорт-лист из девяти фильмов: «Развод Надера и Симин» (Иран), «Быкоголовый» (Бельгия), «Сноска» (Израиль), «Во мраке» (Польша), «Господин Лазар» (Канада), «Пина» (Германия), «Суперкласико (фильм)» (Дания), «Воины радуги: Сидик бале» (Китайская Республика), «Омар меня убить» (Марокко). 23 января 2012 были объявлены пять номинантов: «Развод Надера и Симин» (Иран), «Быкоголовый» (Бельгия), «Сноска» (Израиль), «Во мраке» (Польша), «Господин Лазар» (Канада).
26 февраля 2012 года на церемонии вручения премии «Оскар» был объявлен победитель в категории «Лучший фильм на иностранном языке», которым оказался «Развод Надера и Симин» режиссёра Асгара Фархади.
| Страна                   | Фильм                             | Оригинальное название                       | Язык (-и)                                                                                                | Режиссёр (ы)               | Результат         | Прим.                              |
| ------------------------ | --------------------------------- | ------------------------------------------- | --- | -------------------------- | ----------------- | ---------------------------------- |
| Австрия                  | Дыхание                           | Atmen                                       | Немецкий                                                                                                 | Карл Марковиц              | Не номинирован    | [ 12 ] [ 13 ] [ 14 ] [ 15 ]        |
| Албания                  | Амнистия                          | Amnistia                                    | Албанский                                                                                                | Буджар Алимани             | Не номинирован    | [ 14 ] [ 15 ] [ 17 ]               |
| Аргентина                | Абаллай, человек без страха       | Aballay, el hombre sin miedo                | Испанский                                                                                                | Фернардо Спинер            | Не номинирован    | [ 14 ] [ 15 ] [ 18 ]               |
| Бельгия                  | Быкоголовый                       | Rundskop                                    | Французский, нидерландский, лимбургский, фламандские диалекты                                            | Майкл Роскам               | Номинирован       | [ 10 ] [ 14 ] [ 15 ] [ 19 ]        |
| Болгария                 | Смещение                          | Тилт                                        | Болгарский                                                                                               | Виктор Чучков              | Не номинирован    | [ 14 ] [ 15 ] [ 20 ]               |
| Босния и Герцеговина     | Бельведере                        | Belvedere                                   | Боснийский                                                                                               | Ахмед Имамович             | Не номинирован    | [ 14 ] [ 15 ] [ 21 ]               |
| Бразилия                 | Элитный отряд 2                   | Tropa de Elite 2 — O Inimigo Agora É Outro  | Бразильский португальский                                                                                | Жозе Падилья               | Не номинирован    | [ 14 ] [ 15 ] [ 22 ]               |
| Великобритания           | Патагония                         | Patagonia                                   | Валлийский, английский, испанский                                                                        | Марк Эванс                 | Не номинирован    | [ 14 ] [ 15 ] [ 23 ]               |
| Венгрия                  | Туринская лошадь                  | A Torinói ló                                | Венгерский                                                                                               | Бела Тарр                  | Не номинирован    | [ 14 ] [ 15 ] [ 24 ]               |
| Венесуэла                | Слух камней                       | El rumor de las piedras                     | Испанский                                                                                                | Алехандро Белламе Паласьос | Не номинирован    | [ 14 ] [ 15 ] [ 25 ]               |
| Вьетнам                  | Принц и мальчик из пагоды         | Khát vọng Thăng Long                        | Вьетнамский                                                                                              | Лю Чонг Нинь               | Не номинирован    | [ 14 ] [ 15 ] [ 26 ] [ 27 ]        |
| Германия                 | Пина                              | Pina — Tanzt, tanzt sonst sind wir verloren | Немецкий, английский, французский, итальянский, португальский, русский, словенский, корейский, испанский | Вим Вендерс                | Шорт-лист         | [ 14 ] [ 15 ] [ 28 ]               |
| Гонконг                  | Простая жизнь                     | 桃姐                                        | Кантонский диалект                                                                                       | Энн Хёй                    | Не номинирован    | [ 14 ] [ 15 ] [ 29 ]               |
| Грузия                   | Шантрапа                          | შანტრაპა                                    | Грузинский, французский, русский                                                                         | Отар Иоселиани             | Не номинирован    | [ 14 ] [ 15 ] [ 30 ]               |
| Дания                    | Суперкласико                      | SuperClásico                                | Датский                                                                                                  | Оле Кристиан Мадсен        | Шорт-лист         | [ 14 ] [ 15 ] [ 31 ]               |
| Доминиканская Республика | Дитя любви                        | La hija natural                             | Испанский                                                                                                | Летисия Тонос              | Не номинирован    | [ 14 ] [ 15 ] [ 33 ]               |
| Египет                   | Похоть                            | الشوق                                       | Арабский                                                                                                 | Халед Эль Хагар            | Не номинирован    | [ 14 ] [ 15 ] [ 34 ]               |
| Израиль                  | Сноска                            | הערת שוליים                                 | Иврит | Йосеф Сидар                | Номинирован       | [ 10 ] [ 14 ] [ 15 ] [ 35 ]        |
| Индия                    | Абу, сын Адама                    | Adaminte Makan Abu                          | Малаяльский язык                                                                                         | Салим Ахамед               | Не номинирован    | [ 14 ] [ 15 ] [ 36 ]               |
| Индонезия                | Под защитой Каабы                 | Di Bawah Lindungan Ka’ba                    | Индонезийский язык                                                                                       | Ханни Сапутра              | Не номинирован    | [ 14 ] [ 15 ] [ 37 ]               |
| Иран                     | Развод Надера и Симин             | جدایی نادر از سیمین                         | Персидский                                                                                               | Асгар Фархади              | Получил «Оскар»   | [ 10 ] [ 14 ] [ 15 ] [ 38 ] [ 39 ] |
| Ирландия                 | Как будто меня там нет            | Као да ме нема                              | Сербохорватский                                                                                          | Хуанита Уилсон             | Не номинирован    | [ 14 ] [ 15 ] [ 40 ]               |
| Исландия                 | Вулкан                            | Eldfjall                                    | Исландский                                                                                               | Рунар Рунарссон            | Не номинирован    | [ 14 ] [ 15 ] [ 41 ]               |
| Испания                  | Чёрный хлеб                       | Pa negre                                    | Каталанский                                                                                              | Агусти Вильяронга          | Не номинирован    | [ 14 ] [ 15 ] [ 42 ]               |
| Италия                   | Материк                           | Terraferma                                  | Итальянский, сицилийский, амхарский                                                                      | Эмануэле Криалезе          | Не номинирован    | [ 14 ] [ 15 ] [ 43 ]               |
| Казахстан                | Возвращение в «А»                 | Возвращение в «А»                           | Русский                                                                                                  | Егор Кончаловский          | Не номинирован    | [ 14 ] [ 15 ] [ 44 ]               |
| Канада                   | Господин Лазар                    | Monsieur Lazhar                             | Французский, арабский                                                                                    | Филипп Фалардо             | Номинирован       | [ 10 ] [ 14 ] [ 15 ] [ 45 ]        |
| Китай                    | Цветы войны                       | 金陵十三钗                                  | Мандаринский, английский                                                                                 | Чжан Имоу                  | Не номинирован    | [ 14 ] [ 15 ] [ 46 ]               |
| Китайская Республика     | Воины радуги: Сидик бале          | 賽德克·巴萊                                 | Мандаринский, японский, севернокитайский                                                                 | Вэй Тэшэн                  | Шорт-лист         | [ 14 ] [ 15 ] [ 47 ]               |
| Колумбия                 | Цвета горы                        | Los colores de la montaña                   | Испанский                                                                                                | Карлос Сезар Арбелаес      | Не номинирован    | [ 14 ] [ 15 ] [ 48 ]               |
| Куба                     | Гаванизация                       | Habanastation                               | Испанский                                                                                                | Ян Падрон                  | Не номинирован    | [ 14 ] [ 15 ] [ 49 ]               |
| Ливан                    | И куда мы теперь?                 | وهلّأ لوين؟                                  | Арабский, английский, русский                                                                            | Надин Лабаки               | Не номинирован    | [ 14 ] [ 15 ] [ 50 ]               |
| Литва                    | Когда обниму тебя                 | Kai apkabinsiu tave                         | Литовский, русский, немецкий                                                                             | Кристионас Вильджюнас      | Не номинирован    | [ 14 ] [ 15 ] [ 51 ]               |
| Северная Македония       | Панк-рок жив                      | Панкот не е мртов                           | Македонский, албанский                                                                                   | Владимир Блазевский        | Не номинирован    | [ 14 ] [ 52 ]                      |
| Марокко                  | Омар меня убить                   | Omar m’a tuer                               | Арабский, французский                                                                                    | Рошди Зем                  | Шорт-лист         | [ 14 ] [ 15 ] [ 53 ]               |
| Мексика                  | Мисс Пуля                         | Miss Bala                                   | Испанский                                                                                                | Херардо Наранхо            | Не номинирован    | [ 14 ] [ 15 ] [ 54 ]               |
| Нидерланды               | Сынок                             | Sonny Boy                                   | Нидерландский                                                                                            | Мария Холм Петерс          | Не номинирован    | [ 14 ] [ 15 ] [ 55 ]               |
| Новая Зеландия           | Оратор                            | O Le Tulafaley                              | Самоанский                                                                                               | Туси Тамасесе              | Не номинирован    | [ 14 ] [ 15 ] [ 56 ]               |
| Норвегия                 | Счастлива до безумия              | Sykt lykkelig                               | Норвежский, датский                                                                                      | Анне Севитски              | Не номинирован    | [ 14 ] [ 15 ] [ 57 ]               |
| Перу                     | Октябрь                           | Octubre                                     | Испанский                                                                                                | Даниэль Вега Видаль        | Не номинирован    | [ 14 ] [ 15 ] [ 58 ]               |
| Польша                   | В темноте                         | W ciemności                                 | Польский, немецкий, идиш, украинский                                                                     | Агнешка Холланд            | Номинирован       | [ 10 ] [ 14 ] [ 15 ] [ 59 ]        |
| Португалия               | Хосе и Пилар                      | José e Pilar                                | Португальский                                                                                            | Мигел Гонсалвес Мендеш     | Не номинирован    | [ 14 ] [ 15 ] [ 60 ]               |
| Пуэрто-Рико              | Америка                           | América                                     | Испанский                                                                                                | Соня Фриц                  | Дисквалифицирован | [ 14 ] [ 15 ] [ 61 ]               |
| Россия                   | Утомлённые солнцем 2: Предстояние | Утомлённые солнцем 2: Предстояние           | Русский                                                                                                  | Никита Михалков            | Не номинирован    | [ 14 ] [ 15 ] [ 62 ]               |
| Румыния                  | Завтра утром                      | Morgen                                      | Румынский, венгерский, турецкий                                                                          | Мариан Кришан              | Не номинирован    | [ 14 ] [ 15 ] [ 63 ]               |
| Сербия                   | Монтевидео: Божественное видение  | Монтевидео, Бог те видео                    | Сербский                                                                                                 | Драган Белогрлич           | Не номинирован    | [ 14 ] [ 15 ] [ 64 ]               |
| Сингапур                 | Тацуми                            | 辰巳                                        | Японский                                                                                                 | Эрик Ху                    | Не номинирован    | [ 14 ] [ 15 ] [ 65 ]               |
| Словакия                 | Цыган                             | Cigán                                       | Словацкий, румынский                                                                                     | Мартин Шулик               | Не номинирован    | [ 14 ] [ 15 ] [ 66 ]               |
| Словения                 | Фантастический цирк               | Circus Fantasticus                          | Без диалога                                                                                              | Янез Бургер                | Дисквалифицирован | [ 14 ] [ 15 ] [ 67 ]               |
| Таиланд                  | Кон Кхон                          | คนโขน                                       | Тайский                                                                                                  | Саруню Вонгкраянг          | Не номинирован    | [ 14 ] [ 15 ] [ 68 ]               |
| Турция                   | Однажды в Анатолии                | Bir zamanlar Anadolu’da                     | Турецкий                                                                                                 | Нури Бильге Джейлан        | Не номинирован    | [ 14 ] [ 15 ] [ 69 ]               |
| Уругвай                  | Немой дом                         | La casa muda                                | Испанский                                                                                                | Густаво Эрнандес           | Не номинирован    | [ 14 ] [ 15 ] [ 70 ]               |
| Филиппины                | Женщина на свалке                 | Ang babae sa septic tank                    | Филиппинский, тагальский                                                                                 | Марлон Ривера              | Не номинирован    | [ 14 ] [ 15 ] [ 71 ] [ 72 ]        |
| Финляндия                | Гавр                              | Le Havre                                    | Французский                                                                                              | Аки Каурисмяки             | Не номинирован    | [ 14 ] [ 15 ] [ 73 ]               |
| Франция                  | Я объявляю войну                  | La guerre est déclarée                      | Французский                                                                                              | Валери Донзелли            | Не номинирован    | [ 14 ] [ 15 ] [ 74 ]               |
| Хорватия                 | 72 дня                            | Sedamdeset i dva dana                       | Хорватский, сербский                                                                                     | Данило Шербеджия           | Не номинирован    | [ 14 ] [ 15 ] [ 75 ]               |
| Чехия                    | Алоис Небель                      | Alois Nebel                                 | Чешский                                                                                                  | Томаш Луняк                | Не номинирован    | [ 14 ] [ 15 ] [ 76 ]               |
| Чили                     | Виолета отправилась на небеса     | Violeta se fue a los cielos                 | Испанский                                                                                                | Андрес Вуд                 | Не номинирован    | [ 14 ] [ 15 ] [ 77 ]               |
| Швейцария                | Летние игры                       | Giochi d’estate                             | Итальянский                                                                                              | Роландо Колла              | Не номинирован    | [ 14 ] [ 15 ] [ 78 ]               |
| Швеция                   | По ту сторону                     | Svinalängorna                               | Шведский, финский                                                                                        | Пернилла Аугуст            | Не номинирован    | [ 14 ] [ 15 ] [ 79 ] [ 80 ]        |
| Эстония                  | Письма к Ангелу                   | Kirjad Inglile                              | Эстонский                                                                                                | Сулев Кеэдус               | Не номинирован    | [ 14 ] [ 15 ] [ 81 ]               |
| ЮАР                      | Опасность красоты                 | Skoonheid                                   | Африкаанс, английский                                                                                    | Оливер Херманус            | Не номинирован    | [ 14 ] [ 15 ] [ 82 ]               |
| Республика Корея         | Линия фронта                      | 고지전                                      | Корейский                                                                                                | Чан Хун                    | Не номинирован    | [ 14 ] [ 15 ] [ 83 ] [ 84 ]        |
| Япония                   | Открытка                          | 一枚のハガキ                                | Японский                                                                                                 | Канэто Синдо               | Не номинирован    | [ 14 ] [ 15 ] [ 85 ] [ 86 ]        |

## Отказавшиеся страны
- Люксембург отказался от подачи заявки в данной номинации, поскольку решил, что ни один фильм не соответствовал всем требованиям академии[87].

## Комментарии
1. ↑  Первоначально Албания представила фильм «Прощение крови», однако он был отклонён в связи с протестом Буджара Алимани, режиссёра фильма «Амнистия». Он утверждал, что «Прощение крови» не имеет права представлять Албанию, так как тот был снят американским режиссёром Джошуа Марстоном[англ.] и американской съёмочной группой. В связи с этим, академия сняла «Прощение крови» с номинации, и вместо него Албания представила «Амнистию»[16].
2. ↑  Первоначально заявка Доминиканской Республики была отклонена из-за того, что страна не представила вовремя имена членов своей отборочной комиссии, однако страна подала апелляцию и выиграла дело[32].
3. ↑  Пуэрто-Рико попыталось представить фильм «Америкам» Сони Фриц, однако заявка была отклонена из-за нового правила, которое не позволяло фильмам, снятым на территории США, участвовать в данной категории. Пуэрто-риканская комиссия по кинематографу, которая выбирает номинанта на премию «Оскар», обратилась к академии с просьбой изменить свое мнение, сославшись на предыдущую номинацию на «Оскар» в той же категории и наличие зависимых территорий, таких как Гренландия, Гонконг и Палестина, однако академия не изменила своего решения[32].
4. ↑  Фильм «Фантастический цирк» был дисквалифицирован, поскольку общество словенских кинематографистов не отправило заявку в срок.